# Um Won-sang
Đây là một tên người Triều Tiên, họ là Um.
Um Won-sang (tiếng Hàn: 엄원상; sinh ngày 6 tháng 1 năm 1999) là một cầu thủ bóng đá người Hàn Quốc hiện đang thi đấu ở vị trí tiền vệ cho Gwangju FC tại K League 2 và đội tuyển U-23 quốc gia Hàn Quốc.

## Danh hiệu

### Quốc tế
U-20 Hàn Quốc
- Á quân U-20 World Cup: 2019[2]

U-23 Hàn Quốc
- Giải vô địch bóng đá U-23 châu Á: 2020